# Hans-Werner Janz

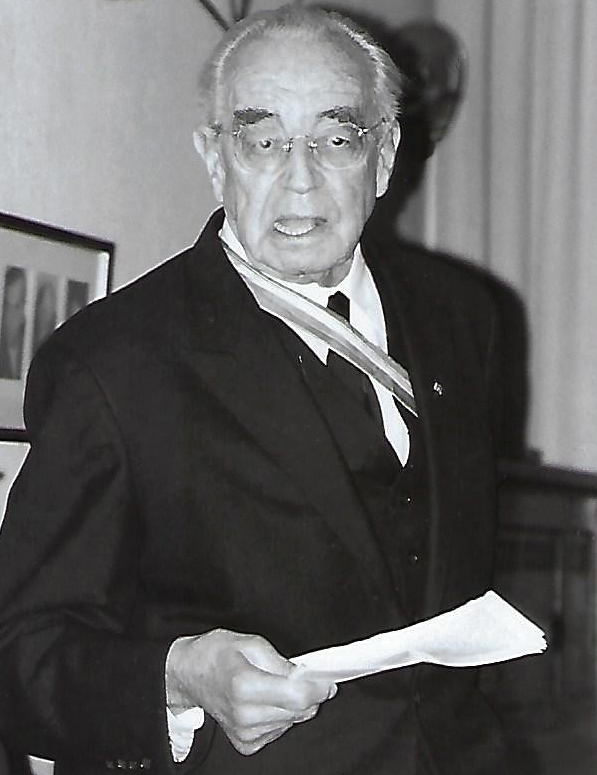
Hans-Werner Janz

Hans-Werner Janz (* 24. Juni 1906 in Widminnen, Kreis Lötzen, Ostpreußen; † 13. April 2003 in der Wedemark) war ein deutscher Neurologe und Psychiater.

## Leben
In Braunsberg machte Janz 1925 das Abitur mit Auszeichnung. Er begann Medizin an der Albertus-Universität Königsberg zu studieren und wurde 1925 im Corps Littuania aktiv. Als Inaktiver wechselte er an die Ruprecht-Karls-Universität Heidelberg. Auf Littuanias Weisung ging er 1927 nach einem Semester an die Ludwig-Maximilians-Universität München, um (gegen seinen Willen) auch im befreundeten Corps Makaria München aktiv zu werden. Als ausgezeichneter Senior ging er nach zwei Semestern an die Universität Wien. 1929 kehrte er nach Königsberg i. Pr. zurück, wo er 1930 das Staatsexamen machte. Als Medizinalpraktikant im (alten) Krankenhaus Altona und im AK Barmbek lernte er Arthur Jores und Peter Bamm kennen. Zum 1. Mai 1933 trat er der NSDAP bei (Mitgliedsnummer 3.035.993), indem er sich in eine Liste eintrug, die im Ärztekasino des AK Barmbek ausgelegt war. Nach Königsberg zurückgekehrt, wurde er 1934 summa cum laude zum Dr. med. promoviert. Im selben Jahr lernte er seine Frau Antonia kennen, die er 1935 im Grundwehrdienst bei der Wehrmacht heiratete.

### Leipzig
1937 ging das Ehepaar nach Leipzig. Als Facharzt für Neurologie habilitierte Janz sich 1939 an der Universität Leipzig. 1940 wurde er Privatdozent. In Briefwechseln und persönlichen Begegnungen mit Hans-Georg Gadamer, Theodor Litt, Max Planck, Werner Heisenberg, Hans von Hattingberg und Wladimir Lindenberg befasste er sich mit philosophischen Fragen der Medizin und der Naturwissenschaften.
Zu Beginn des Zweiten Weltkriegs zunächst vom Kriegsdienst freigestellt, konnte er seine Dozentur als Oberarzt an der Leipziger Universitätsklinik für Psychiatrie antreten. 1940 wurde er zu einer Sanitätsstaffel der Luftwaffe eingezogen. Zugleich wurde er als Kandidat für die Lehrstühle im besetzten Straßburg und Krakau gehandelt. Von Krakau folgte er dem Südabschnitt der Wehrmacht bis an den Dnepr. Im Frühjahr 1942 wurde er an das Luftwaffenlazarett für Hirn- und Rückenmarksverletzte in Berlin-Reinickendorf versetzt. Dort befasste er sich mit der Reversibilität von Aphasien durch Training. Bald aus der Wehrmacht entlassen, konnte er seinen Dienst an der Leipziger Klinik fortsetzen und Vorlesungen in Forensischer Psychiatrie halten.
Nach der bedingungslosen Kapitulation der Wehrmacht wurde Janz wegen seiner Parteizugehörigkeit kurzzeitig inhaftiert. Im Chaos der Klinik und der Stadt denunziert, wurde Janz vom neuen Rektor Gadamer zur Flucht aus der Sowjetischen Besatzungszone gedrängt. An Hungerödemen leidend, wurde er in den Psychiatriebeirat der Deutschen Zentralverwaltung für das Gesundheitswesen in Berlin berufen.

### Hamburg
Nach der Umhabilitation von der Universität Leipzig an die Universität Hamburg hielt Janz Vorlesungen im Universitätsklinikum Hamburg-Eppendorf bei Hans Bürger-Prinz. Friedrich Mauz brachte ihn im Psychiatrischen Krankenhaus Langenhorn unter. Janz widmete sich wieder den psychoreaktiven Manifestationen beim Schädel-Hirn-Trauma.

„Mich haben die gesund gebliebenen Anteile einer seelisch krank gewordenen Persönlichkeit im Grunde immer mehr interessiert als das Krankhafte selbst, und dieses Interesse hat auch mein Bemühen bestimmt, selbst mit Schwerkranken nach Möglichkeit so umzugehen, als ob sie gesund seien.“

### Hannover
Zum 1. Oktober 1948 wurde er Ärztlicher Direktor der Wahrendorff´schen Anstalten, einer „veritablen Schlangengrube“. Das Bruttogehalt von 1000 RM musste für die Familie, drei Verwandte und drei völlig verarmte Corpsbrüder reichen. Trotz der Zerstörungen Hannovers und seiner Umgebung, trotz Hungersnot, Flucht und Vertreibung Deutscher aus Mittel- und Osteuropa 1945 bis 1950, Seuchen und Infektionskrankheiten (Typhus, Tuberkulose, Poliomyelitis) machte Janz die „riesige Verwahranstalt für Irre“ zu einem modernen Krankenhaus. Unterstützt wurde er dabei nicht nur von den privaten Trägern, sondern auch vom Niedersächsischen Sozialministerium. Er richtete neue Abteilungen für Hirnverletzte, Radiologie, Labormedizin und – für eine Psychiatrie einzigartig – Diabetiker ein und schaffte die Etagenbetten ab. Mit mehreren habilitierten Oberärzten wurde die Klinik zur „kleinen Universität“; Janz firmierte dabei als „Professor Dr.“. Auch in wirtschaftlicher Hinsicht war sie erfolgreich: Trotz des sehr großen Investitionsprogramms brauchten keine Kredite aufgenommen zu werden. Karl Peter Kisker vermittelte Janz 1967 eine Honorarprofessur an der neuen Medizinischen Hochschule Hannover. Als Janz 1976 im Alter von 70 Jahren pensioniert wurde, konnte er seinem Nachfolger eine sanierte und anerkannte Klinik übergeben.
1961 legte er das Band des Corps Makaria München nieder. Das Corps Albertina Hamburg verlieh ihm 1980 das Band. So schlicht wie eindrücklich, gelassen und versöhnlich war seine Rede zu Littuanias 165. Stiftungsfest am 29. Januar 1994 auf dem Albertinerhaus.

## Bedeutung
Janz befasste sich immer mehr mit der Psychopathologie historischer Persönlichkeiten, zum Beispiel mit Odysseus, Agamemnon und Adolf Hitler. Als Mitglied der Psychiatrie-Enquête verantwortete er die Reformvorschläge im Bereich der Abhängigkeitssyndrome. Dass er die Anerkennung der Alkoholkrankheit durchsetzte, erwies sich als einer der wichtigsten (wenn auch teuersten) Fortschritte im deutschen Gesundheitswesen. Die bereits von seinem Vorgänger etablierte Arbeitstherapie entwickelte Janz zur (psychiatrischen) Ergotherapie. Er initiierte den Berufsverband staatlich anerkannter Beschäftigungstherapeuten und erreichte seine internationale Anerkennung. Musik und Malen setzte er zur Therapie ein. Mit dem Einsatz der revolutionären Psychopharmaka machte er die „Anstalten“ zu Fachkrankenhäusern.

„Ich bin mir manchmal wie ein Don Quichotte oder ein Prediger in der Wüste vorgekommen, wenn ich einen gemäßigten staatlichen Dirigismus für die Aufgaben einer wirksamen Abwehr des gesundheits- und staatspolitischen Notstandes der Alkoholgefahren gefordert habe.“

## Werke
Janz schrieb 116 Publikationen, die letzten 13 im Ruhestand.
- Aus meinem Leben und Erinnern, 2 Teile.
- Zur Problematik der Hoffnung in der Psychotherapie. Zeitschrift für Psychotherapie und medizinische Psychologie 18 (1968), S. 121 ff.
- Hundert Jahre Ilten – Hundert Jahre Psychiatrie. In: Würzburger medizinhistorische Mitteilungen 2, 1984, S. 147–203.
- ... der Geist der Treue als der eigentliche innere Wert, in: Kurt U. Bertrams: Als Student in Königsberg. Erinnerungen bekannter Korporierter. Hilden 2006, S. 128–146.